# Lag Gustafson
Lag Gustafson, ibland kallat Team Umeå, representerade Sverige vid flera EM och VM i curling under 1990-talet. Laget leddes av skippern Elisabet Gustafson (tidigare Johansson) och de kom från Umeå CK. Laget bestod av Elisabet Gustafson, Katarina Nyberg, Louise Marmont och Elisabeth Persson.

## Meriter
- Europamästerskap      
  - Guld 1992
  - Guld 1993
  - Brons 1995
  - Silver 1996
  - Guld 1997
  - Guld 2000
- Världsmästerskap      
  - Guld 1992
  - Brons 1993
  - Brons 1994
  - Guld 1995
  - Guld 1998
  - Guld 1999
- Olympiska spelen 
  - Brons 1998